# وليم غيلبرت (مؤلف)
وليم غيلبرت (بالإنجليزية: William Gilbert)‏ (20 مايو 1804 في المملكة المتحدة - 3 يناير 1890)؛ كاتب وروائي بريطاني.